# كأس إسواتيني
كأس سوازيلاند (بالإنجليزية: Swazi Cup)‏ هي مسابقة كرة قدم مهمة في سوازيلاند وتقام بنظام إخراج المغلوب. تم إنشاؤها في عام 1980م.

## وصلات خارجية
- سوازيلاند - قائمة الفائزين بالكأس، RSSSF.com